# Poyntonophrynus damaranus
Poyntonophrynus damaranus es un anfibio anuro de la familia Bufonidae. Anteriormente incluida en el género Bufo.

## Distribución
Es un endemismo del norte y noroeste de Namibia. Se la puede encontrar hasta una altitud de 1500 m. Su hábitat natural son las savanas secas, praderas secas tropicales y subtropicales, ríos intermitentes, marismas de agua dulce intermitentes.

## Publicación original
- Mertens, 1954: Eine neue Kröte aus Südwestafrika. Senckenbergiana Biologica, vol. 35, p. 9-11.